# Петровка (Стерлітамацький район)
Петро́вка (рос. Петровка, башк. Петровка) — присілок у складі Стерлітамацького району Башкортостану, Росія. Входить до складу Максимовської сільської ради.
Населення — 61 особа (2010; 68 в 2002).
Національний склад:
- росіяни — 88%